# 度会行忠

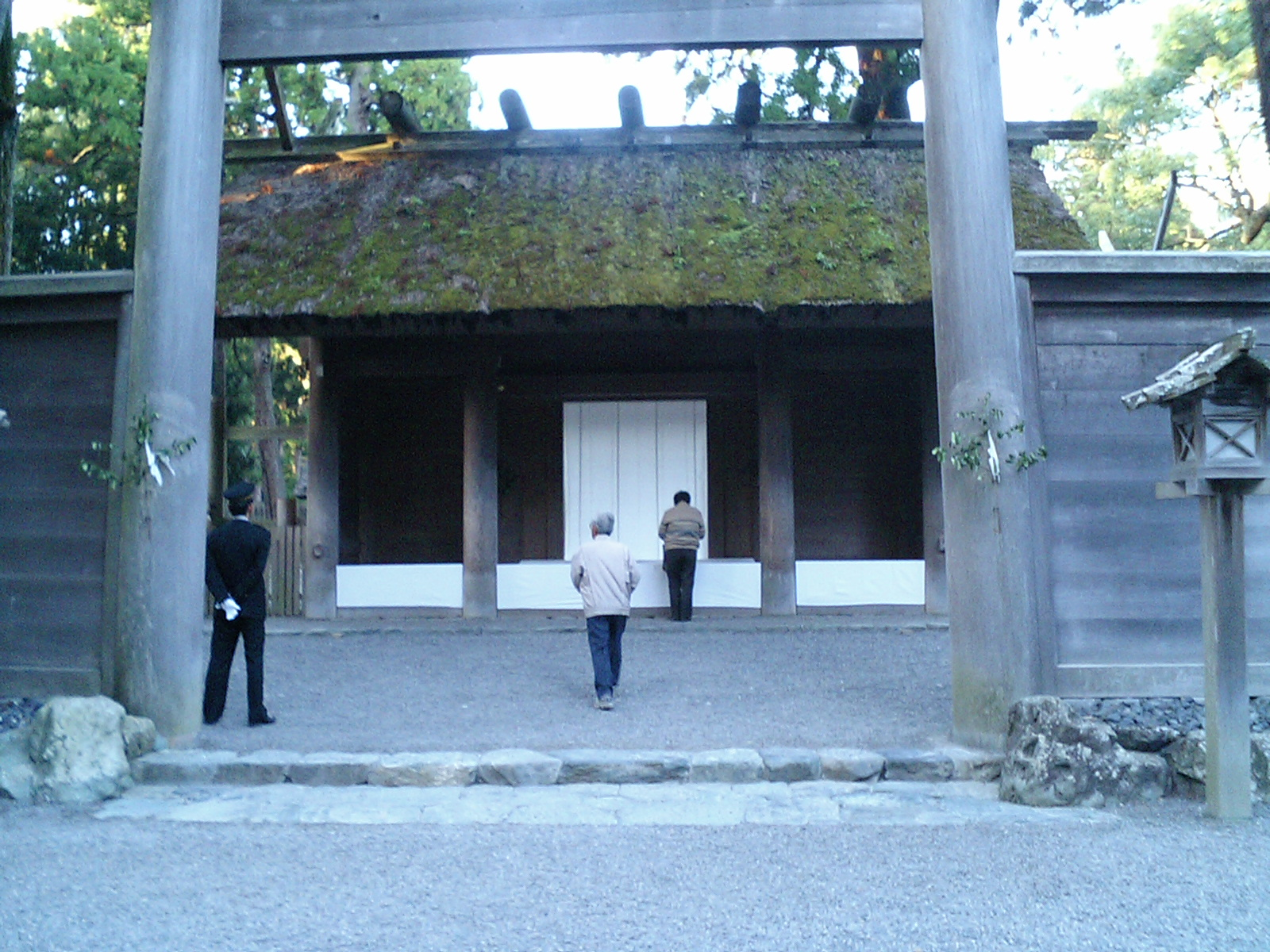
伊勢神宮外宮（豊受大神宮）

度会 行忠（わたらい ゆきただ、1236年（嘉禎2年） - 1306年2月11日（嘉元3年閏12月27日）は、鎌倉時代後期の伊勢国（現:三重県伊勢市）出身の神道家、外宮祠官、伊勢神宮禰宜。

## 概要
家号は西河原で、伊勢神道（度会神道）の黎明期を代表する人物として名高く、正直・清浄の徳や祈禱の重要性を説くなどして、外宮が内宮と同格ないし上位の神格たることを主張するものでもある伊勢神道の基礎を築いた。
行忠は生涯、『伊勢二所太神宮神名秘書』などの他に『心御柱秘記』を著した。また、神道五部書である『天照坐伊勢二所皇太神宮御鎮座次第記』『伊勢二所皇太神御鎮座伝記』『豊受皇太神御鎮座本記』『造伊勢二所太神宮宝基本記』『倭姫命世記』は、いずれも奥付には奈良時代以前の成立となっているが、実際には鎌倉時代に行忠らの外宮祀官が、伊勢神宮に伝わる古伝を加味しつつ執筆したものとされる。行忠による『大元神一秘書』の執筆の可能性も指摘される。
行忠の後、同じく神道家の度会家行が禰宜となり、伊勢神道を確立した。

## 生涯
1236年（嘉禎2年）、伊勢国（現:三重県伊勢市）に伊勢神宮の外宮権禰宜であった父・度会行継の元に生まれ、祖父・度会行能の養嗣子となった。
1251年（建長3年）から53年間、外宮の禰宜を務めた。
しかし、1282年（弘安5年）に内宮の造営料木に口出しをしたため禰宜を免除され、京都に移り住んだ。京都で様々な教養を身に付け、時の関白であった公卿鷹司兼平の命令により1285年（弘安8年）から1287年（弘安10年）にかけて神道五部書の所説を明らかにした著書『伊勢二所太神宮神名秘書』を著した。同書は亀山天皇に認められ、同年1287年に禰宜に復職した。
1293年（正応6年）に『伊勢二所太神宮神名秘書』の略本を著した。
1298年（永仁6年）から1300年（正安2年）にかけて度会氏の家系を纏めた『古老口実伝』を著した。
1304年（嘉元2年）に一禰宜になったが、1305年（嘉元3年）に亡くなった。